# As Vig
As Vig  er en bugt i østkysten af halvøen der udgør Bjerre Herred (sydøst for Horsens), og ligger i den sydlige del af Kattegat. Mod nord grænser den til Hundshage ved sydenden af Hjarnø Sund et par kilometer syd for Snaptun; Her ligger langs kysten Nederskov.  Mod syd afgrænses vigen af As Hoved, med As Hoved Skov
I bunden af vigen  er der en flere kilometer lang sandstrand og et stort sommerhusområde etableret på  sandbanker, som er aflejret langs kysten. Skjold Å har sit  udløb centralt i bunden af vigen, og på en bakke ved sydenden ligger As Kirke. 
Horsens Kommunes Feriekolonier, opførte i 1922 en feriekoloni, Horsnæsbo, ved vigen.
En skoleklasse fandt i juni 2012 en stor hajtand ved As Vig som menes at stamme fra den forhistoriske kæmpehaj  Megalodon. 
Asvig var fra 1961-1974 navnet på en minestryger i den danske flåde i VIG-klassen.